# هیئت‌های اعزامی ژاپنی به تانگ چین

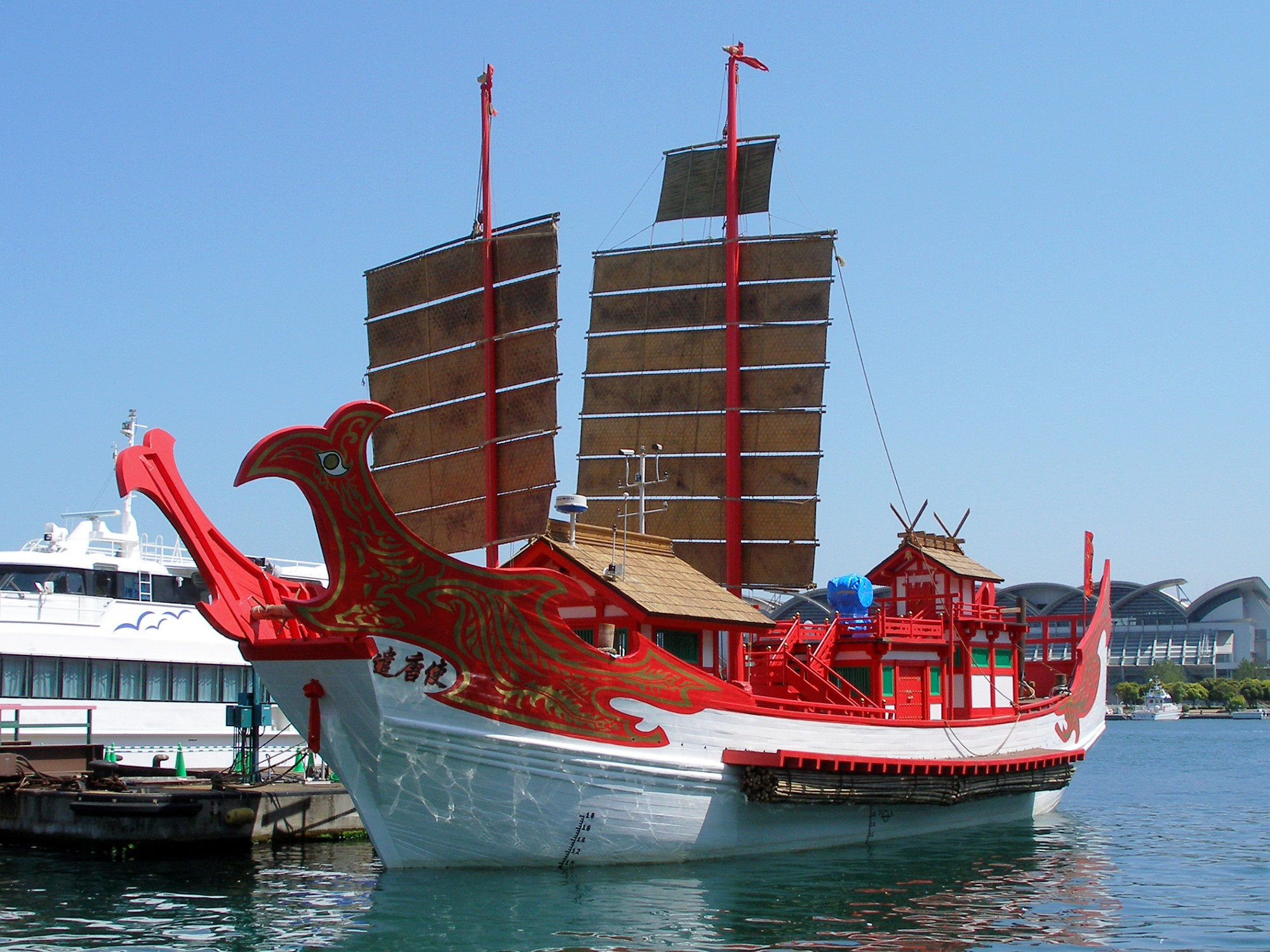

کنتوشی (به ژاپنی: 遣唐使, kentōshi)، هیئت‌های اعزامی ژاپنی به تانگ چین، تلاش‌های ژاپنی‌ها برای یادگیری فرهنگ و تمدن چینی در قرون ۷، ۸ و ۹ بود. ماهیت این تماس‌ها به تدریج از تصدیق سیاسی و تشریفاتی تا تبادلات فرهنگی تکامل یافت؛ و این روند همراه با رشد روابط تجاری بود که با گذشت زمان توسعه یافت.